# Іст-Кейп-Джирардо (Іллінойс)
Іст-Кейп-Джирардо (англ. East Cape Girardeau) — селище (англ. village) в США, в окрузі Александер штату Іллінойс. Населення — 289 осіб (2020).

## Географія
Іст-Кейп-Джирардо розташований за координатами 37°17′38″ пн. ш. 89°28′49″ зх. д. / 37.29389° пн. ш. 89.48028° зх. д. (37.294005, -89.480188).  За даними Бюро перепису населення США в 2010 році селище мало площу 5,17 км², з яких 5,08 км² — суходіл та 0,09 км² — водойми.

## Демографія
Згідно з переписом 2010 року, у селищі мешкало 385 осіб у 166 домогосподарствах у складі 107 родин. Густота населення становила 75 осіб/км².  Було 185 помешкань (36/км²).
Расовий склад населення:
| - 94,8 % — білих - 3,4 % — чорних або афроамериканців |

До двох чи більше рас належало 1,8 %. Частка іспаномовних становила 0,0 % від усіх жителів.
За віковим діапазоном населення розподілялося таким чином: 21,8 % — особи молодші 18 років, 57,7 % — особи у віці 18—64 років, 20,5 % — особи у віці 65 років та старші. Медіана віку мешканця становила 41,2 року. На 100 осіб жіночої статі у селищі припадало 91,5 чоловіків;  на 100 жінок у віці від 18 років та старших — 89,3 чоловіків також старших 18 років.
Середній дохід на одне домашнє господарство  становив 42 717 доларів США (медіана — 35 167), а середній дохід на одну сім'ю — 42 754 долари (медіана — 29 760). Медіана доходів становила 27 045 доларів для чоловіків та 19 583 долари для жінок. За межею бідності перебувало 28,6 % осіб, у тому числі 44,8 % дітей у віці до 18 років та 3,0 % осіб у віці 65 років та старших.
Цивільне працевлаштоване населення становило 217 осіб. Основні галузі зайнятості: мистецтво, розваги та відпочинок — 16,6 %, оптова торгівля — 15,7 %, роздрібна торгівля — 15,7 %.